# Kevin Doran

Bischofswappen von Kevin Doran

Kevin Peter Doran (* 26. Juni 1953 in Dublin, Irland) ist ein irischer Geistlicher sowie römisch-katholischer Bischof von Elphin und Achonry.

## Leben
Kevin Doran empfing am 6. Juli 1977 das Sakrament der Priesterweihe für das Erzbistum Dublin.
Papst Franziskus ernannte ihn am 14. Mai 2014 zum Bischof von Elphin. Die Bischofsweihe spendete ihm der Altbischof von Elphin, Christopher Jones, am 13. Juli desselben Jahres. Mitkonsekratoren waren der Erzbischof von Tuam, Michael Neary, und der Apostolische Nuntius in Irland, Charles John Brown.
Am 16. Februar 2025 bestellte ihn Papst Franziskus unter gleichzeitiger Vereinigung des Bistums Elphin in persona episcopi mit dem Bistum Achonry zusätzlich zum Bischof von Achonry. Die Amtseinführung in Achonry erfolgte am 30. März desselben Jahres.